# Prejmer, Brașov
Prejmer, mai demult Prajmar, Preșmer (în dialectul săsesc Torteln sau Tuerteln, în germană Tartlau, Tartlen, Tortalen, în maghiară Prázsmár) este satul de reședință al comunei cu același nume din județul Brașov, Transilvania, România.

## Istorie
Data fondării și originea așezării nu sunt cunoscute. Originea slavă a numelui românesc și maghiar al localității permite ipoteza că localitatea actuală a fost precedată de o așezare mai veche de origine slavă. Cert este doar faptul că prima atestare documentară a localității datează din anul 1240, atunci când regele Béla al IV-lea al Ungariei (1235-1270), cedează biserica din Prejmer cu „toate veniturile și drepturile” sale, capitulului Mănăstirii Citeaux în Burgundia, abația-mamă a Ordinului cistercian, pentru folosul obștesc al întregului ordin.

## Biserica cu incintă fortificată
Ca și alte monumente din Transilvania, biserica fortificată de la Prejmer a suferit numeroase intervenții, dar în urma restaurării întreprinse de Direcția Monumentelor între 1960 și 1970 ea și-a recăpătat forma inițială. Constituie cea mai bine păstrată și cea mai puternică biserică-cetate medievală din Estul Europei. În 1999, biserica a fost înscrisă pe lista patrimoniului cultural mondial UNESCO.

### Biserica

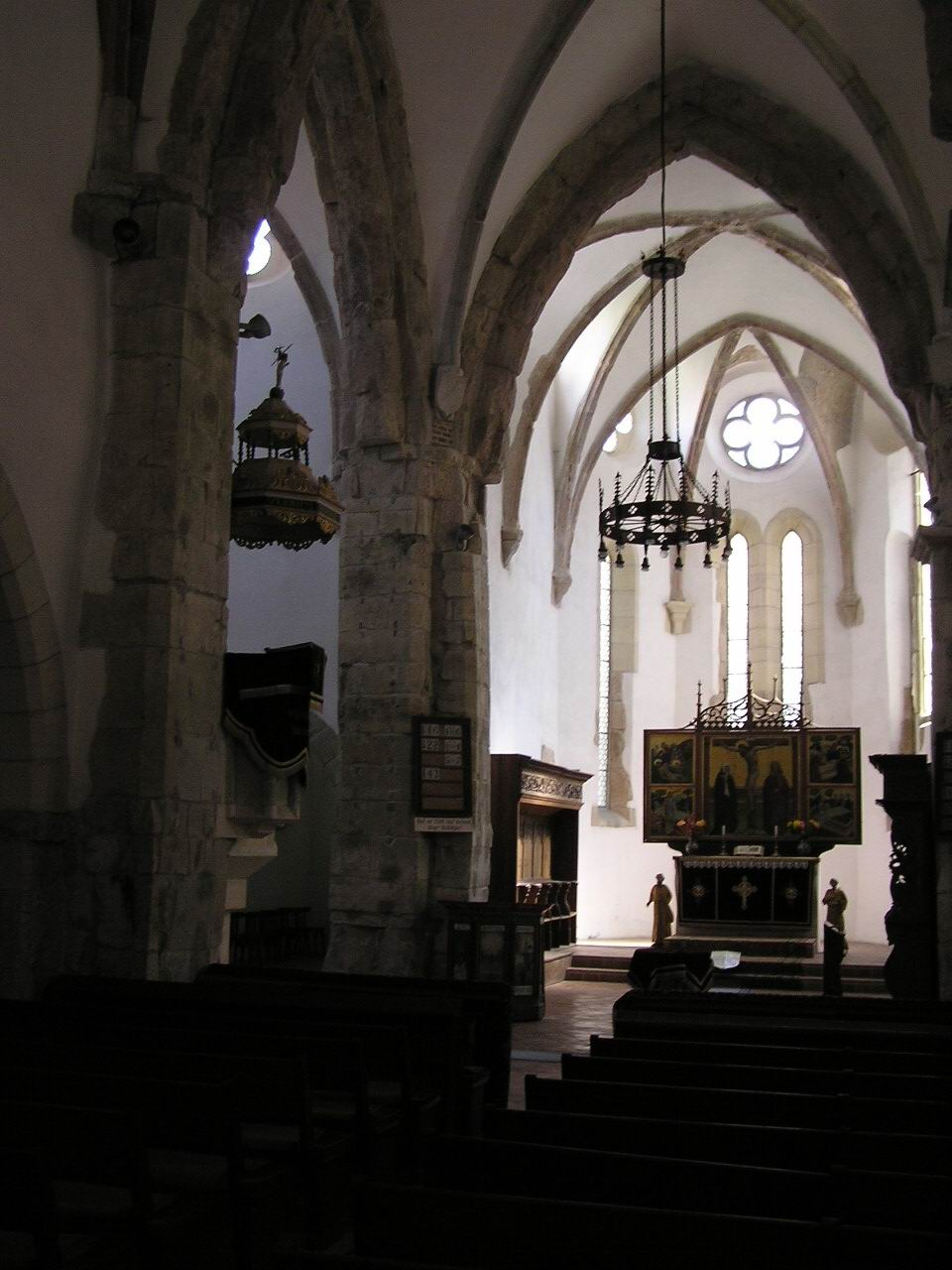
Interiorul bisericii, vedere spre altar

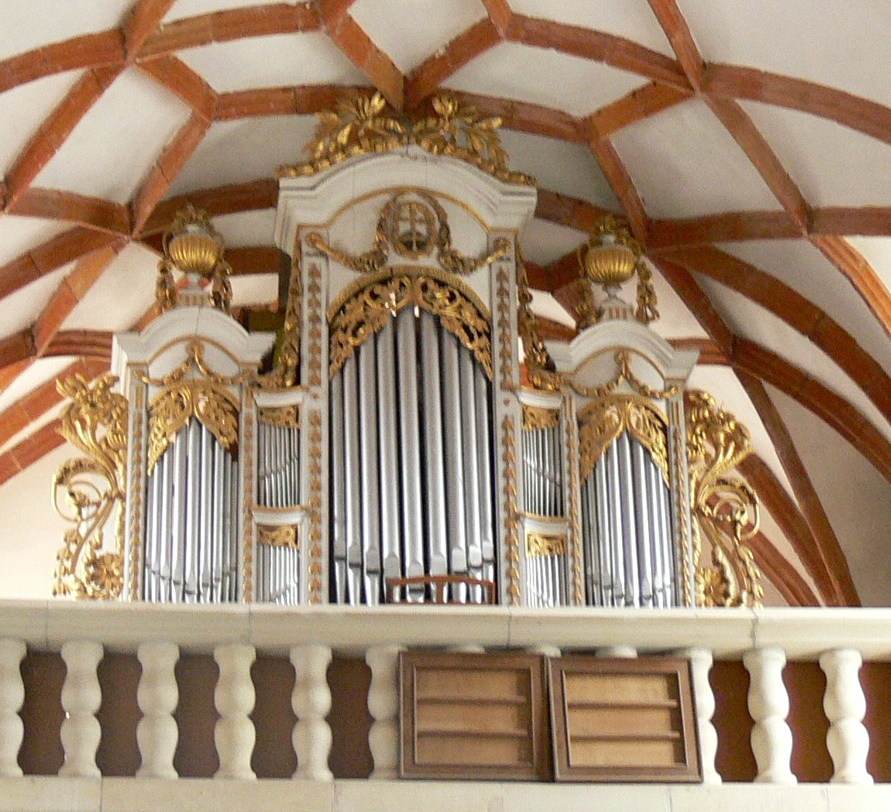
Orga bisericii din Prejmer

Pe la 1211, Regele Ungariei  Andrei al II-lea pomenește într-un document adresat teutonilor  numele râului  Târlung, pe lângă care va crește localitatea Prejmer. Cavalerii teutoni care primesc drepturi asupra acestui teritoriu sunt cei care vor ridica până la un anumit nivel  biserica din Tartlau (denumirea săsească a localității). Lăcașul de cult a fost construit în stilul gotic burgund introdus de cistercieni la Cârța.
Dedicată hramului "Sfânta Cruce", biserica a fost ridicată pe un plan central, în cruce greacă, modificat prin intervențiile din secolul al XVI-lea. Initial, clădirea era compusă din patru brațe egale dispuse în jurul unui careu centrat de un turn octogonal. Fiecare braț era compus din câte două travee, una pătrată și alta poligonală, corul bisericii fiind flancat pe ambele laturi de câte două perechi de capele rectangulare. Înrudirea cu spiritul și formele utilizate pe șantierul bisericii mănăstirii cisterciene Cârța, iar pe de altă parte, cu cele prezente la biserica evanghelică din Bartolomeu-Brașov, ambele ridicate după mijlocul  secolului al XIII-lea, permite datare a bisericii evanghelice din Prejmer în a doua treime a secolului al XIII-lea și încadrarea sa în aceeași ambianță stilistică.

### Fortificația

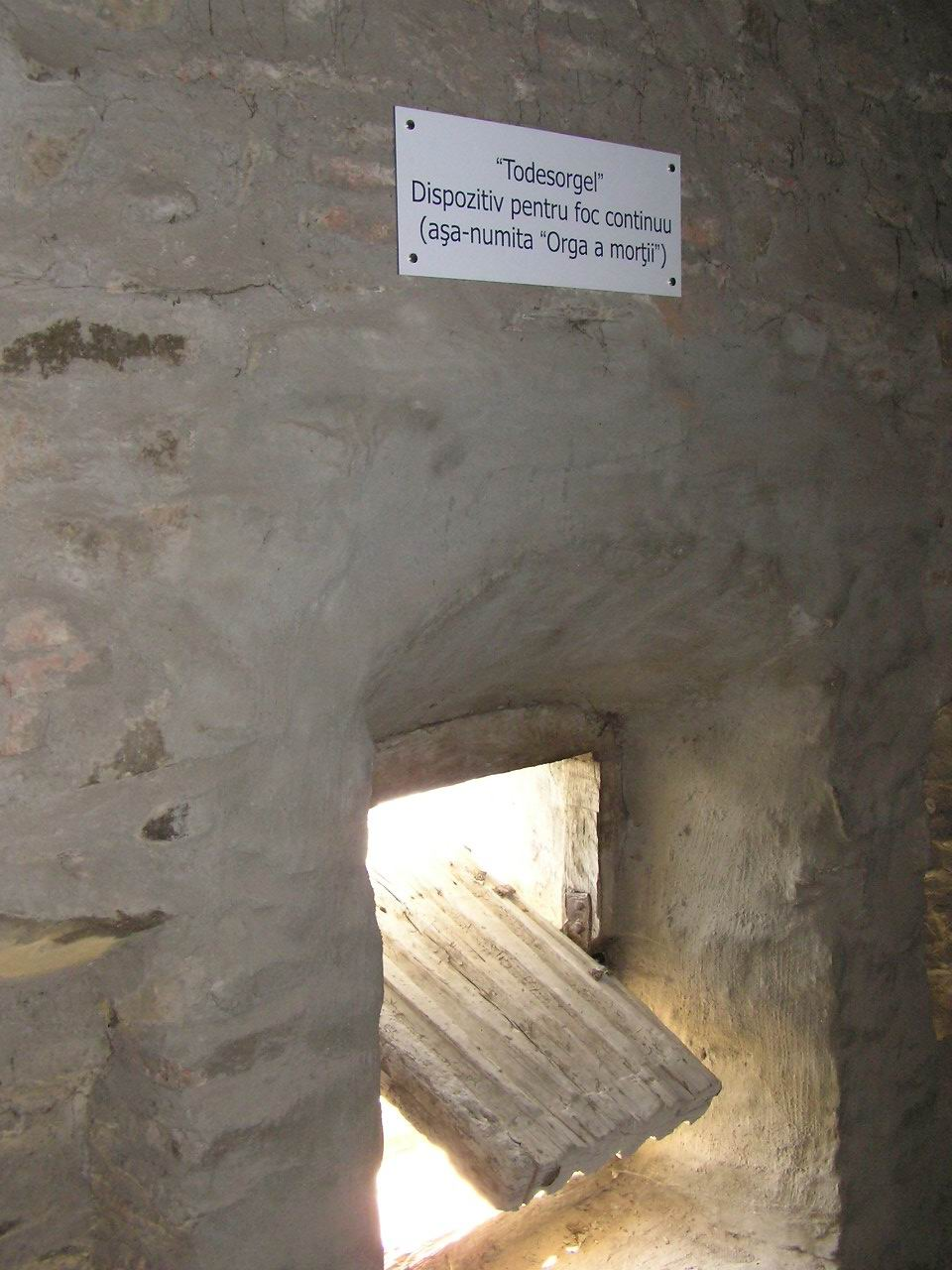
„Orga a morții”, dispozitiv de tragere

Fiindcă Prejmerul era prima localitate care primea loviturile turcilor veniți prin pasul Buzău, după ce regele  Sigismund de Luxemburg  a dispus ridicarea unor sisteme de apărare în Țara Bârsei, a început fortificarea bisericii prin ridicarea unei incinte  înalte și puternice înconjurată de un șant lat de apă. Cetatea, cladită în formă de cerc, avea ziduri groase de 3-4 metri și înalte de 12 metri, bastioane, porți de fier și poduri care se ridicau. Un drum de strajă folosea pentru aprovizionarea luptătorilor de la crenele. Pe lângă gurile de foc fixate în ziduri, în cetate se afla un dispozitiv de luptă neobișnuit: vestita „Orgă a morții”. Formată din mai multe arme așezate la un loc, care trăgeau toate deodată. Ea producea dușmanului o mare panică și pierderi grele.

## Personalități
- Thomas Tartler (1700-1770), născut la Brașov, pastor evanghelic, a scris în 1750 Cronica comunei Prejmer. Preotul român Ioan Ludu a tradus o parte din această istorie.[4]
- Erwin Neustädter (1897-1992), scriitor german, funcționar în timpul nazismului, emigrat în Germania
- Michael Trein (1935-2015), primar al Prejmerului
- Ioan Ludu (1887 - 1952), deputat în Marea Adunare Națională de la Alba Iulia 1918, preot
- Gheorghe Șandru (1878 - 1968), deputat în Marea Adunare Națională de la Alba Iulia 1918
- Gheorghe Șurariu (1874 - 1944), deputat în Marea Adunare Națională de la Alba Iulia 1918

## Galerie de imagini

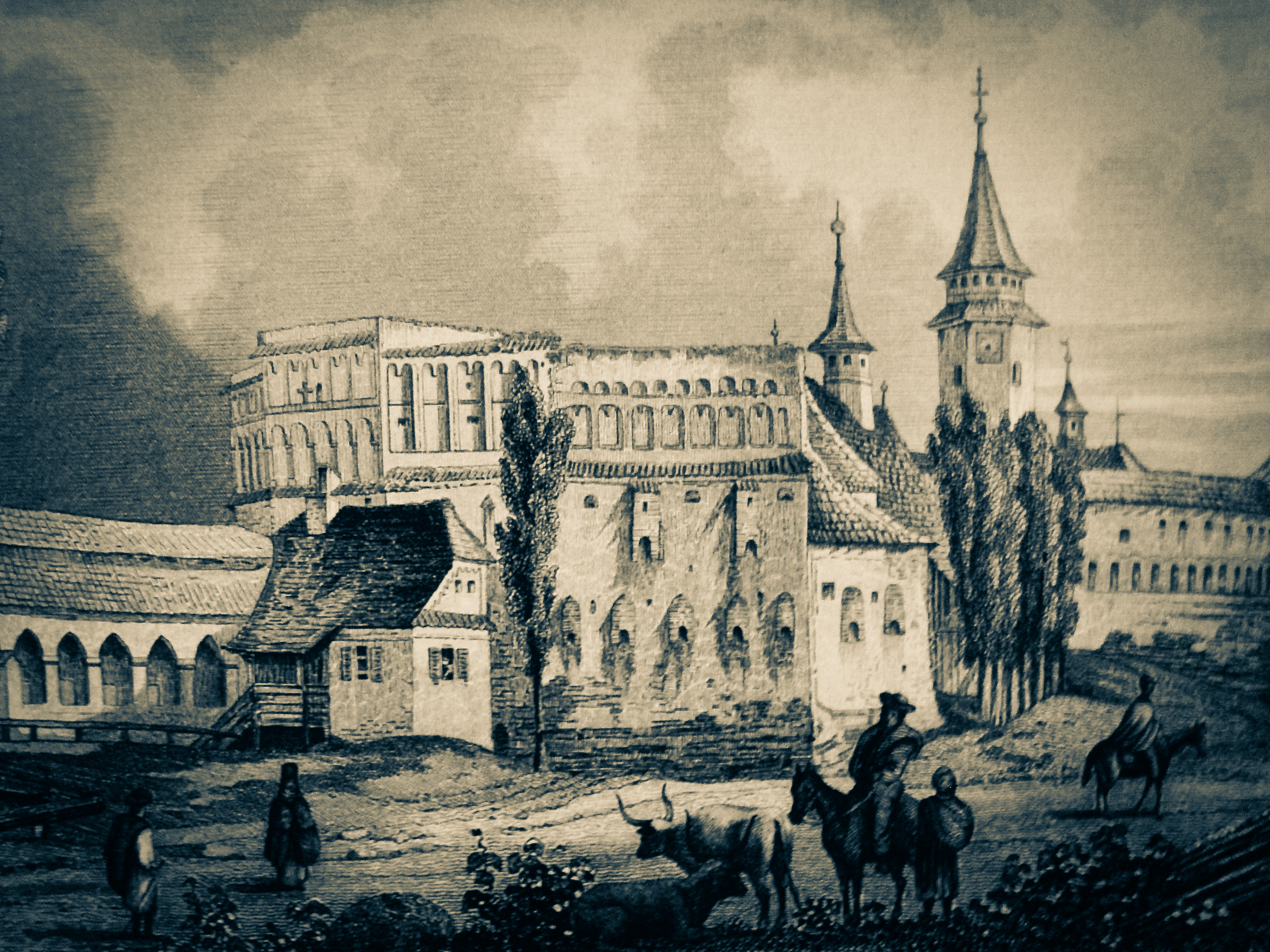
Biserica din Prejmer
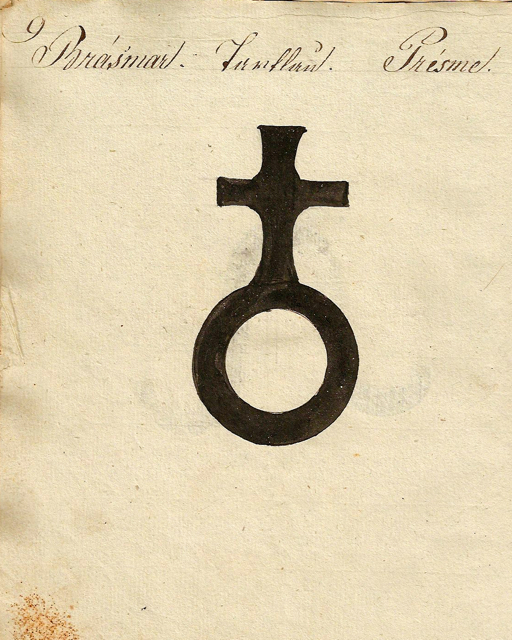
1826 - Danga pentru vitele din Prejmer
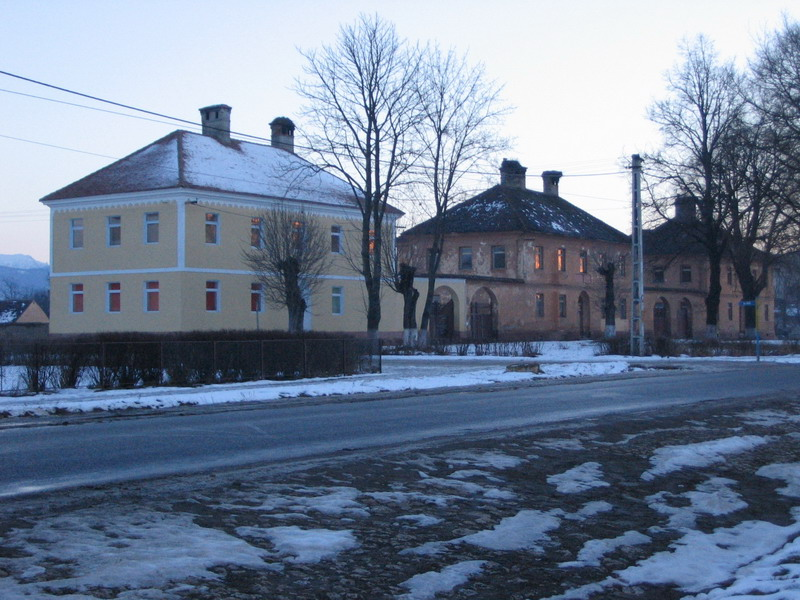
Comuna Prejmer
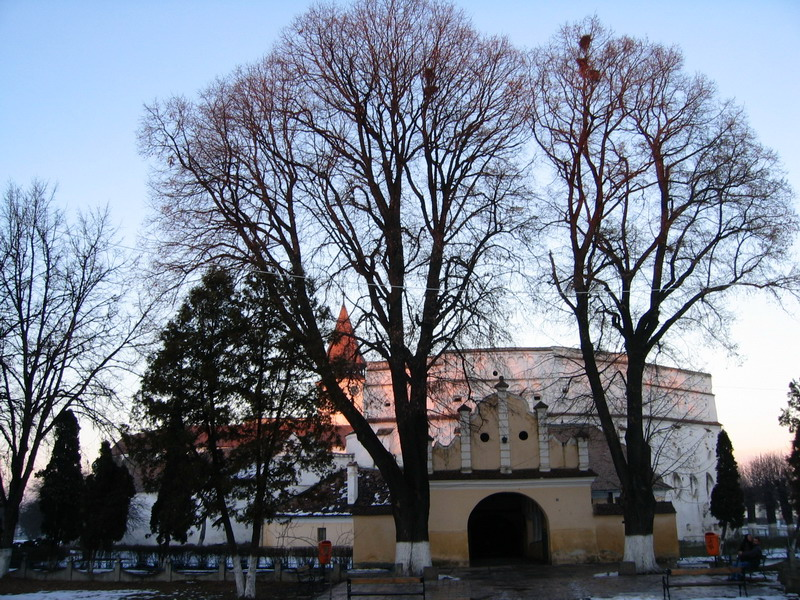
Intrarea în cetatea Prejmer
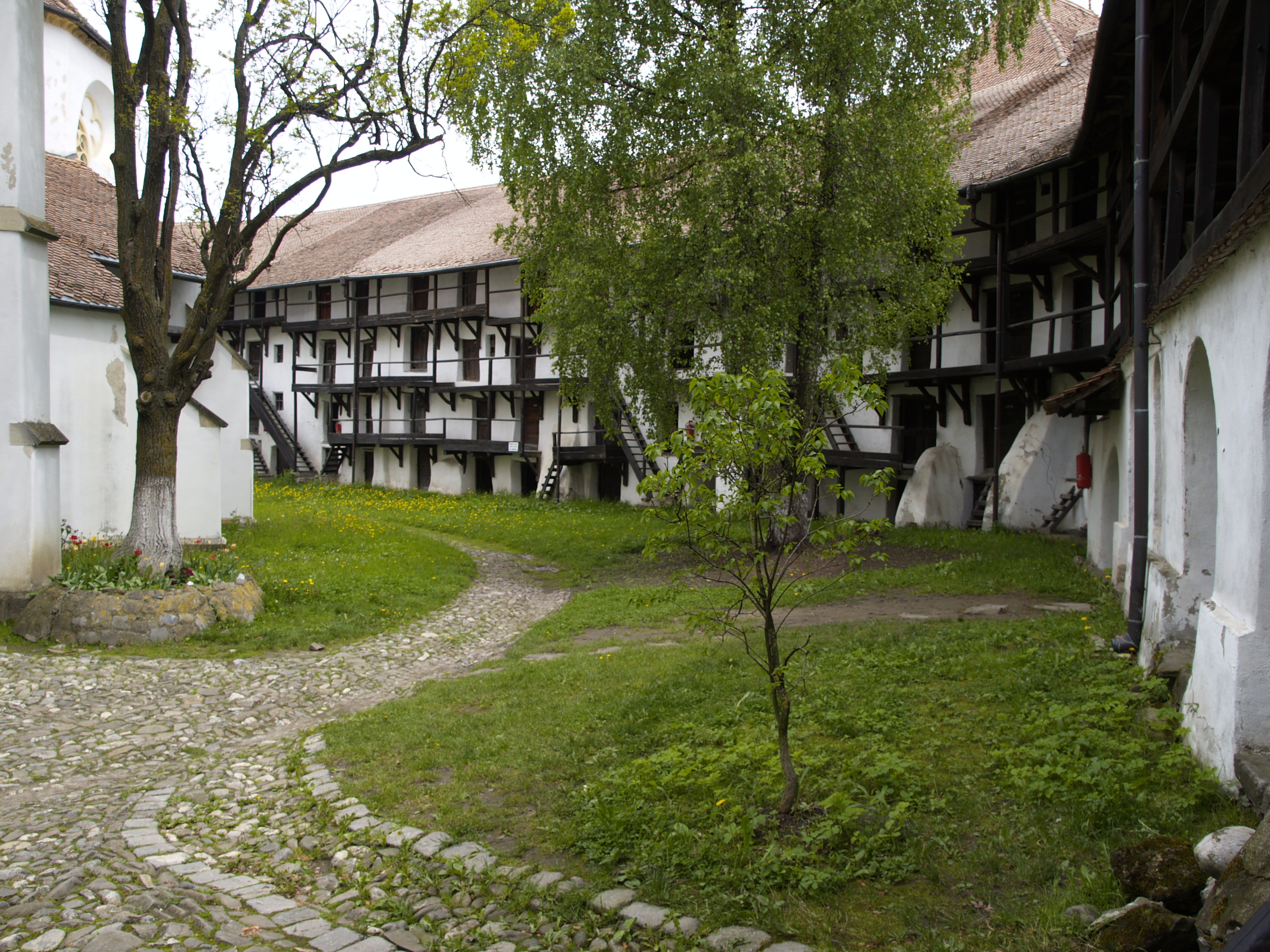
Interiorul cetății Prejmer
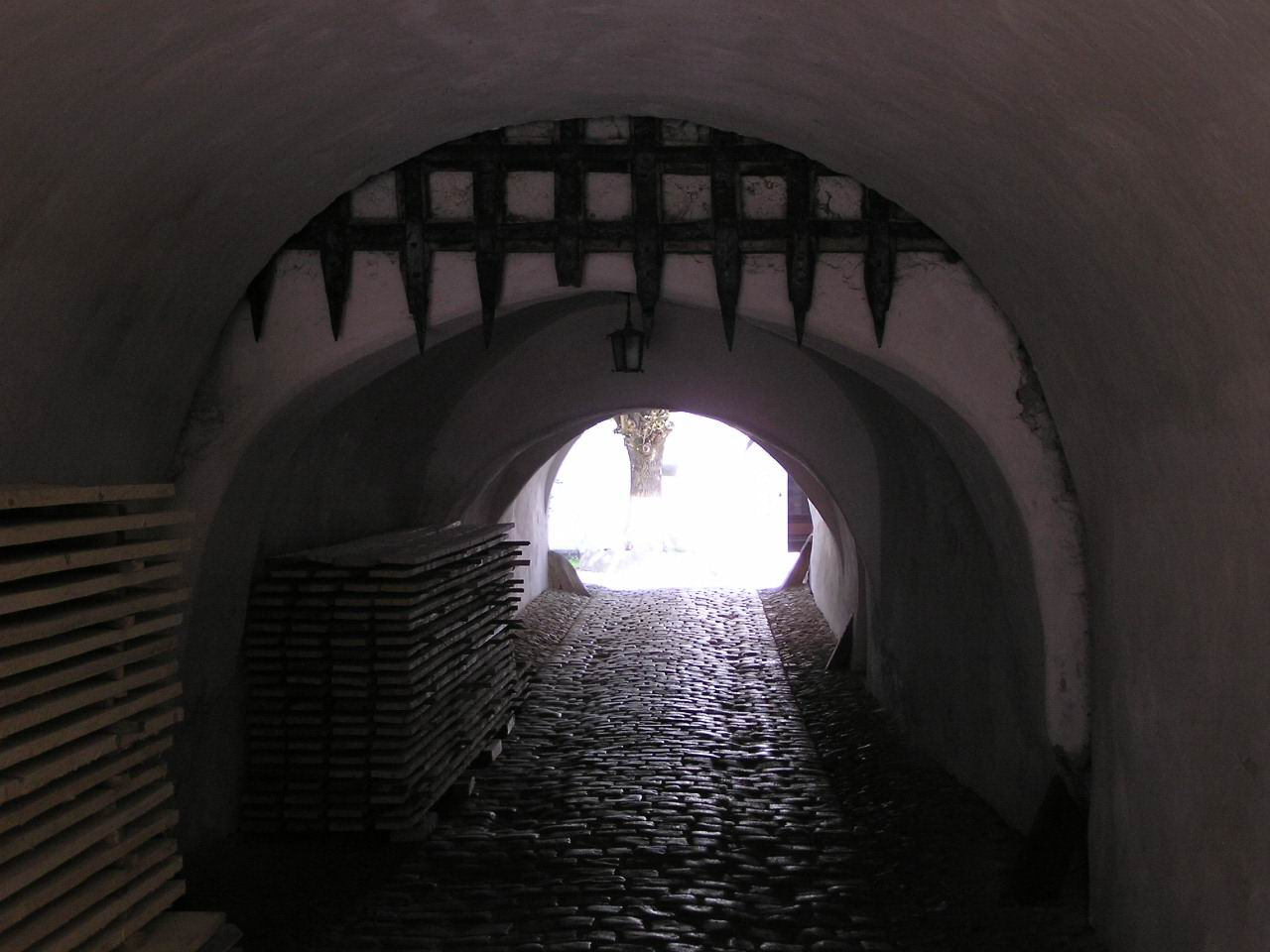
Intrarea în cetatea Prejmer
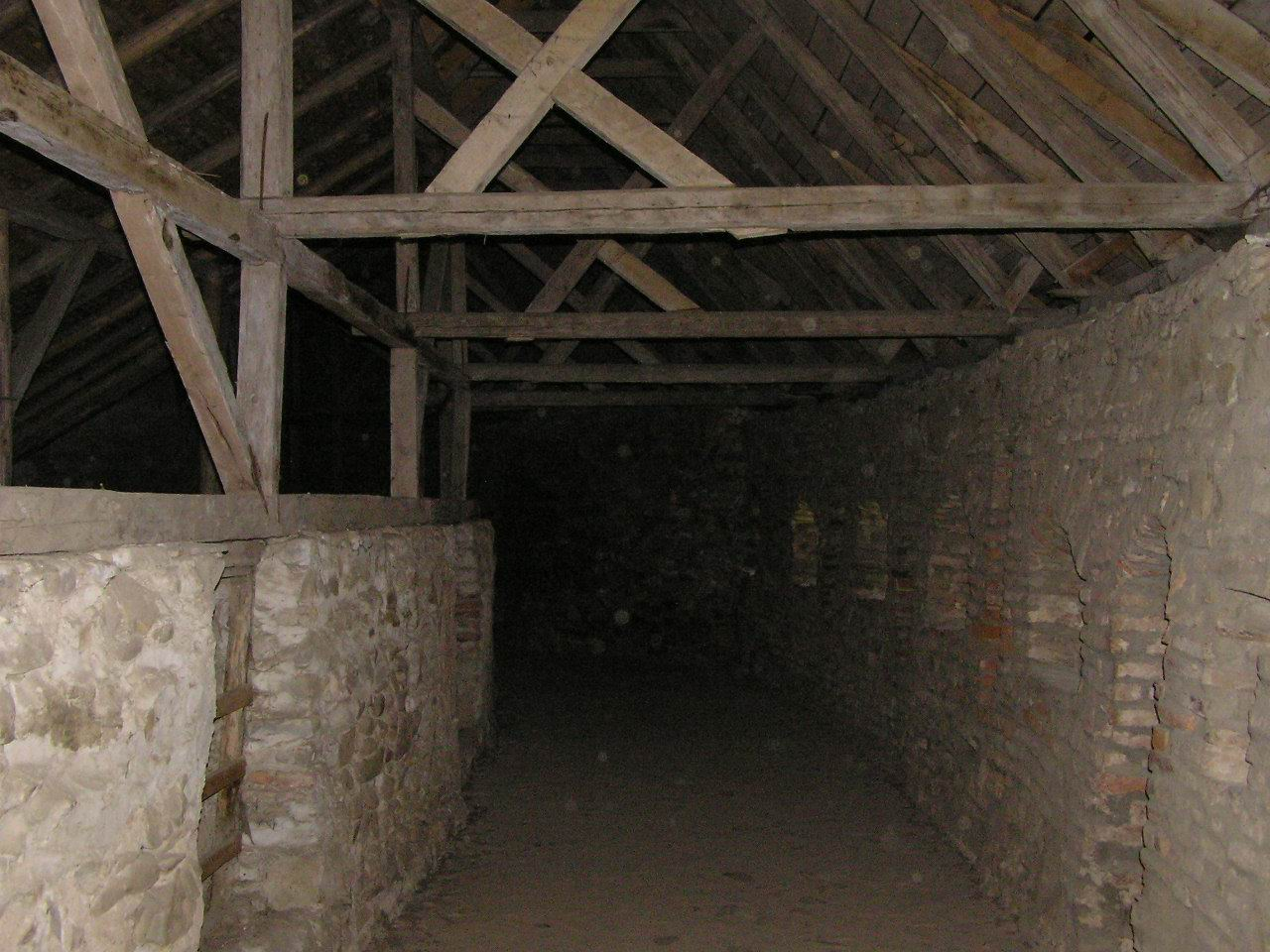
Drum de strajă la crenele, cetatea Prejmer
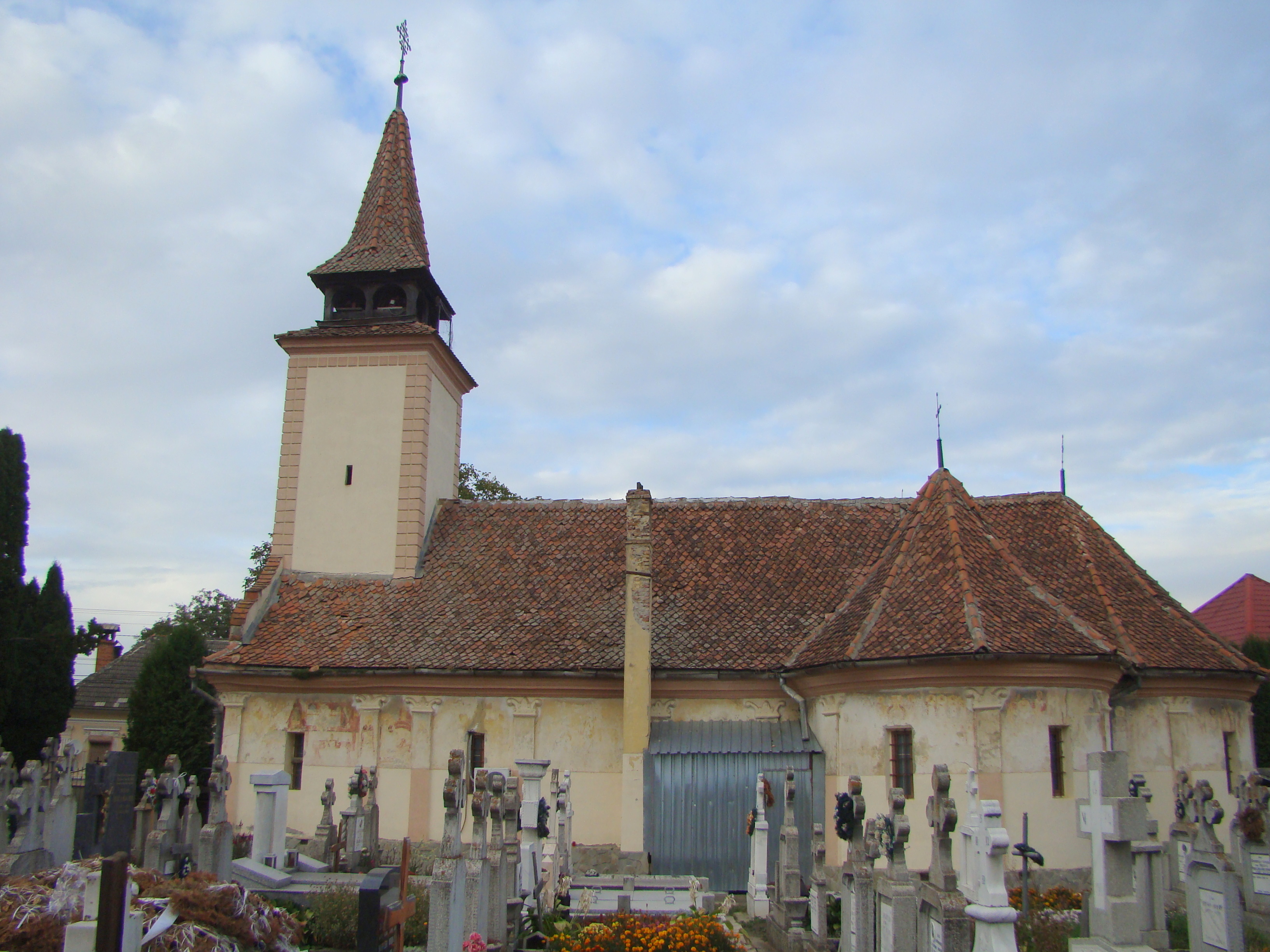
Biserica Sfinții Apostoli (monument istoric)

## În cultura populară occidentală
- Subspecies (1991), regia Ted Nicolaou